# Кокжиде (Ариська міська адміністрація)
Кокжиде́ (каз. Көкжиде) — село у складі Ариської міської адміністрації Туркестанської області Казахстану. Входить до складу Баїркумського сільського округу.
До 2001 року село називалось Польовод.
Населення — 790 осіб (2021; 864 у 2009, 850 у 1999, 848 у 1989).